# Huber Matos
Huber Matos Benítez (født 26. november 1918, død 27. februar 2014) var en cubansk politisk aktivist og forfatter. Matos deltog i 26. juli-bevægelsen sammen med Fidel Castro for at omstyrte diktatoren Fulgencio Batista.
Matos modarbejdede Batista fra dennes kup i 1952, men efter at Batista blev styrtet blev Matos snart skuffet over den nye ledelse af landet under Castro. Matos blev fængslet i 1959 og slap ud i 1979, herefter flyttede han til USA.